# Aprinde un vis
Aprinde un vis este albumul de debut al trupei ONE, lansat la data de 20 octombrie 2013, marcând începutul carierei solo a Cristinei Ciobănașu și a lui Vlad Gherman.

## Melodii
| Track | Melodie                                | Muzica                                        | Text                                          |
| ----- | -------------------------------------- | --------------------------------------------- | --------------------------------------------- |
| 1     | "Un nou început"                       | John Puzzle, Alexandru Cotoi                  | John Puzzle                                   |
| 2     | "Down Down"                            | John Puzzle, Alexandru Cotoi                  | John Puzzle                                   |
| 3     | "Aprinde un vis"                       | John Puzzle, Alexandru Cotoi                  | Stefan Marin                                  |
| 4     | "Only Lie"                             | Pavel Petrincenco, Robert Andrei Niculae      | Pavel Petricenco                              |
| 5     | "Hush Hush"                            | John Puzzle, Mihai Postolache, Stefan Marin   | Stefan Marin, Mihai Postolache                |
| 6     | "Ploaia mea"                           | John Puzzle                                   | John Puzzle                                   |
| 7     | "Anotimpuri noi"                       | John Puzzle, Alexandru Cotoi                  | Stefan Marin, John Puzzle                     |
| 8     | "Run for love (by John Puzzle)"        | John Puzzle                                   | John Puzzle                                   |
| 9     | "Till the end of time (By Play & Win)" | Radu Bolftea, Marcel Botezan, Sebastian Baroc | Radu Bolftea, Marcel Botezan, Sebastian Baroc |